# Salmaan Taseer
Salmaan Taseer (Urdu, tiếng Punjabi: سلمان تاثیر, sinh ngày 31 tháng 5 năm 1944 – mất ngày 4 tháng 1 năm 2011) là doanh nhân và chính trị gia người Pakistan. Ông là thống đốc tỉnh Punjab từ năm 2008 cho đến khi ông bị sát hại đầu năm 2011.
Ông là thành viên của đảng Nhân dân Pakistan (PPP) và từng là bộ trưởng trong nội các của thủ tướng Muhammad Mian Soomro dưới thời tổng thống Pervez Musharraf. Taseer cũng là chủ tịch và CEO của First Capital và Worldcall Group.
Ông được bổ nhiệm làm thống đốc bang Punjab ngày 15 tháng 5 năm 2008 thay thế tướng Khalid Maqbool, dưới sự yêu cầu của tổng thống Musharraf nhằm thành lập đảng PPP.
Ngày 4 tháng 1 năm 2011, Taseer bị sát hại ở Islamabad bởi một nhân viên bảo vệ ông, người không tán thành quan điểm của Taseer về luật chống phỉ báng tại Pakistan.